# Manchester United F.C. w sezonie 2024/2025
Sezon 2024/25 był dla Manchesteru United 33. sezonem w Premier League i 50. sezonem z rzędu w najwyższej klasie rozgrywkowej w Anglii.
Sezon rozpoczął się 10 sierpnia 2024 roku meczem o Tarczę Wspólnoty przeciwko Manchesterowi City przegranym przez Manchester United po rzutach karnych 7:6 (spotkanie zakńczyło się wynikiem 1:1).
28 października 2024 roku Erik ten Hag został zwolniony z funkcji menadżera Manchesteru United, a tymczasowym trenerem został Ruud van Nistelrooy.
1 listopada 2024 roku stanowisko trenera Manchesteru United powierzono Rúbenowi Amorimowi, który oficjalnie rozpoczął pracę 11 listopada.
19 grudnia 2024 roku Manchester United odpadł w ćwierćfinale Puchar Ligi, przegrywając 4:3 z Tottenhamem Hotspur.
2 marca 2025 roku Manchester United odpadł w 5. rundzie Pucharu Anglii, przegrywając po rzutach karnych 3:4 (wynik meczu 1:1) z Fulham.
21 maja 2025 roku Manchester United przegrał w finale  Ligi Europy 1:0 z Tottenhamem Hotspur.
Sezon w Premier League Manchester United zakończył na 15. pozycji.

## Mecze

### Przedsezonowe i towarzyskie
| Szczegóły meczu                                                | Wynik                                                   | Wynik                          | Wynik                                                      | Skład |
| -------------------------------------------------------------- | ------------------------------------------------------- | ------------------------------ | ---------------------------------------------------------- | --- |
| 15 lipca 2024, 18:00 Lerkendal Stadion 21 013 widzów           | Rosenborg                                               | 1 – 0                          | Manchester United                                          | Vítek, Wan-Bissaka (46' Ogunneye), Evans (46' Bennett), Fish (46' Aljofree), Murray (46' Amass), Casemiro (46' Oyedele), Mejbri (46' Hugill), Rashford (46' Ennis), Mount (46' Collyer), Williams (46' Scanlon), Wheatley (46' Fletcher)                                                                                |
| 15 lipca 2024, 18:00 Lerkendal Stadion 21 013 widzów           | 90+3' Noah Holm                                         |                                |                                                            | Vítek, Wan-Bissaka (46' Ogunneye), Evans (46' Bennett), Fish (46' Aljofree), Murray (46' Amass), Casemiro (46' Oyedele), Mejbri (46' Hugill), Rashford (46' Ennis), Mount (46' Collyer), Williams (46' Scanlon), Wheatley (46' Fletcher)                                                                                |
| 20 lipca 2024, 17:00 Murrayfield Stadium 56 574 widzów         | Rangers                                                 | 0 – 2                          | Manchester United                                          | Onana, Wan-Bissaka (46' Ogunneye), Yoro (46' Oyedele), Evans (46' Fish), Murray (46' Amass), Casemiro (46' Bennett), Collyer (46' Fletcher), Diallo (46' Mejbri), Mount (46' Ennis), Sancho (46' Mather), Wheatley (46' Hugill)                                                                                         |
| 20 lipca 2024, 17:00 Murrayfield Stadium 56 574 widzów         |                                                         | Amad Diallo 38' Joe Hugill 70' |                                                            | Onana, Wan-Bissaka (46' Ogunneye), Yoro (46' Oyedele), Evans (46' Fish), Murray (46' Amass), Casemiro (46' Bennett), Collyer (46' Fletcher), Diallo (46' Mejbri), Mount (46' Ennis), Sancho (46' Mather), Wheatley (46' Hugill)                                                                                         |
| 28 lipca 2024, 2:00 SoFi Stadium 62 486 widzów                 | Arsenal                                                 | 2 – 1                          | Manchester United                                          | Onana, Wan-Bissaka (46' Scanlon), Yoro (33' Bennett {46' Fish}), Maguire (46' Evans), Amass (46' Murray), Casemiro (46' Oyedele), Collyer (46' Eriksen), Diallo (46' Antony), Mount (46' McTominay), Rashford (46' Sancho), Højlund (13' Mejbri {46' Wheatley})                                                         |
| 28 lipca 2024, 2:00 SoFi Stadium 62 486 widzów                 | 26' Gabriel Jesus 81' Gabriel Martinelli                |                                | Rasmus Højlund 10'                                         | Onana, Wan-Bissaka (46' Scanlon), Yoro (33' Bennett {46' Fish}), Maguire (46' Evans), Amass (46' Murray), Casemiro (46' Oyedele), Collyer (46' Eriksen), Diallo (46' Antony), Mount (46' McTominay), Rashford (46' Sancho), Højlund (13' Mejbri {46' Wheatley})                                                         |
| 1 sierpnia 2024, 4:00 Snapdragon Stadium 26 248 widzów         | Real Betis                                              | 2 – 3                          | Manchester United                                          | Heaton, Wan-Bissaka (62' Murray), Lindelöf (46' Fish), Maguire (46' Evans), Amass (62' Scanlon), McTominay (62' Oyedele), Casemiro (62' Collyer), Diallo (62' Mejbri), Eriksen (62' Mount), Sancho (62' Antony {86' Mather}), Rashford (62' Wheatley)                                                                   |
| 1 sierpnia 2024, 4:00 Snapdragon Stadium 26 248 widzów         | 15' Iker Losada 61' Diego Llorente                      |                                | Marcus Rashford 18' (r.k.) Amad Diallo 24' Casemiro 31'    | Heaton, Wan-Bissaka (62' Murray), Lindelöf (46' Fish), Maguire (46' Evans), Amass (62' Scanlon), McTominay (62' Oyedele), Casemiro (62' Collyer), Diallo (62' Mejbri), Eriksen (62' Mount), Sancho (62' Antony {86' Mather}), Rashford (62' Wheatley)                                                                   |
| 4 sierpnia 2024, 1:45 Williams–Brice Stadium 77 559 widzów     | Liverpool                                               | 3 – 0                          | Manchester United                                          | Onana, Wan-Bissaka (83' Scanlon), Evans (46' Fish {72' Oyedele}), Lindelöf (46' Bennett), Amass (72' Murray), Casemiro, Collyer (62' Eriksen), Diallo (62' Antony), Mount (62' Wheatley), Sancho (72' Mather), Rashford (46' McTominay)                                                                                 |
| 4 sierpnia 2024, 1:45 Williams–Brice Stadium 77 559 widzów     | 10' Fábio Carvalho 36' Curtis Jones 61' Kostas Tsimikas |                                |                                                            | Onana, Wan-Bissaka (83' Scanlon), Evans (46' Fish {72' Oyedele}), Lindelöf (46' Bennett), Amass (72' Murray), Casemiro, Collyer (62' Eriksen), Diallo (62' Antony), Mount (62' Wheatley), Sancho (72' Mather), Rashford (46' McTominay)                                                                                 |
| 28 maja 2025, 14:45 Stadion Narodowy Bukit Jalil 72 520 widzów | ASEAN All-Stars                                         | 1 – 0                          | Manchester United                                          | Onana (46' Heaton), Munro (46' Fredricson), Maguire (31' Armer {46' Kukonki}), Heaven (46' Evans), Dalot (31' Kamason {46' Diallo}), Casemiro (31' Koné {46' Fletcher {68' Thwaites}}), Ugarte (46' Collyer), Dorgu (46' Amass), Moorhouse (31' Lacey {46' Garnacho}), Mainoo (46' Fernandes), Højlund (46' Obi-Martin) |
| 28 maja 2025, 14:45 Stadion Narodowy Bukit Jalil 72 520 widzów | 71' Maung Maung Lwin                                    |                                |                                                            | Onana (46' Heaton), Munro (46' Fredricson), Maguire (31' Armer {46' Kukonki}), Heaven (46' Evans), Dalot (31' Kamason {46' Diallo}), Casemiro (31' Koné {46' Fletcher {68' Thwaites}}), Ugarte (46' Collyer), Dorgu (46' Amass), Moorhouse (31' Lacey {46' Garnacho}), Mainoo (46' Fernandes), Højlund (46' Obi-Martin) |
| 30 maja 2025, 14:00 Hong Kong Stadium 33 098 widzów            | Hongkong                                                | 1 – 3                          | Manchester United                                          | Heaton (46' Bayındır), Fredricson (46' Munro), Evans (46' Heaven), Kukonki (46' Armer {74' Thwaites}), Kamason (46' Diallo), Casemiro (28' Fletcher {46' Collyer} 74' Moorhouse}}), Fernandes (46' Mount), Amass (46' Dorgu), Garnacho (46' Mainoo), Lacey (28' Koné {46' Ugarte}), Højlund (46' Obi-Martin)            |
| 30 maja 2025, 14:00 Hong Kong Stadium 33 098 widzów            | 19' Juninho                                             |                                | Chido Obi-Martin 49' Chido Obi-Martin 82' Ayden Heaven 90' | Heaton (46' Bayındır), Fredricson (46' Munro), Evans (46' Heaven), Kukonki (46' Armer {74' Thwaites}), Kamason (46' Diallo), Casemiro (28' Fletcher {46' Collyer} 74' Moorhouse}}), Fernandes (46' Mount), Amass (46' Dorgu), Garnacho (46' Mainoo), Lacey (28' Koné {46' Ugarte}), Højlund (46' Obi-Martin)            |

### Tarcza Wspólnoty
| Szczegóły meczu                               | Wynik              | Wynik               | Wynik                  | Skład |
| --------------------------------------------- | ------------------ | ------------------- | ---------------------- | --- |
| 10 sierpnia 2024, 16:00 Wembley 78 168 widzów | Manchester City    | 1 – 1 (7-6 po r.k.) | Manchester United      | Onana, Dalot, Maguire (58' Pellistri), Evans, Martínez, Casemiro, Mainoo (58' Collyer), Diallo (58' Garnacho), Mount (58' McTominay), Rashford (84' Sancho), Fernandes |
| 10 sierpnia 2024, 16:00 Wembley 78 168 widzów | 89' Bernardo Silva |                     | Alejandro Garnacho 82' | Onana, Dalot, Maguire (58' Pellistri), Evans, Martínez, Casemiro, Mainoo (58' Collyer), Diallo (58' Garnacho), Mount (58' McTominay), Rashford (84' Sancho), Fernandes |

### Premier League
| Szczegóły meczu                                                         | Wynik                                                                         | Wynik                                                             | Wynik                                                      | Skład |
| ----------------------------------------------------------------------- | ----------------------------------------------------------------------------- | ----------------------------------------------------------------- | ---------------------------------------------------------- | --- |
| 16 sierpnia 2024, 21:00 Old Trafford 73 297 widzów                      | Manchester United                                                             | 1 – 0                                                             | Fulham                                                     | Onana, Dalot, Maguire (81' de Ligt), Martínez, Mazraoui (81' Evans), Mainoo (84' McTominay), Casemiro, Diallo (60' Garnacho), Mount (60' Zirkzee), Rashford, Fernandes   |
| 16 sierpnia 2024, 21:00 Old Trafford 73 297 widzów                      | 87' Joshua Zirkzee                                                            |                                                                   |                                                            | Onana, Dalot, Maguire (81' de Ligt), Martínez, Mazraoui (81' Evans), Mainoo (84' McTominay), Casemiro, Diallo (60' Garnacho), Mount (60' Zirkzee), Rashford, Fernandes   |
| 24 sierpnia 2024, 13:30 Falmer Stadium 31 537 widzów                    | Brighton & Hove Albion                                                        | 2 – 1                                                             | Manchester United                                          | Onana, Mazraoui, Maguire (79' de Ligt), Martínez, Dalot, Mainoo, Casemiro, Rashford (65' Garnacho), Mount (46' Zirkzee), Diallo (90' Antony), Fernandes (79' McTominay)  |
| 24 sierpnia 2024, 13:30 Falmer Stadium 31 537 widzów                    | 32' Danny Welbeck 90+5' João Pedro                                            |                                                                   | Amad Diallo 60'                                            | Onana, Mazraoui, Maguire (79' de Ligt), Martínez, Dalot, Mainoo, Casemiro, Rashford (65' Garnacho), Mount (46' Zirkzee), Diallo (90' Antony), Fernandes (79' McTominay)  |
| 1 września 2024, 17:00 Old Trafford 73 738 widzów                       | Manchester United                                                             | 0 – 3                                                             | Liverpool                                                  | Onana, Mazraoui, de Ligt (69' Maguire), Martínez, Dalot, Casemiro (46' Collyer), Mainoo, Rashford, Fernandes, Garnacho (69' Diallo), Zirkzee (86' Eriksen)               |
| 1 września 2024, 17:00 Old Trafford 73 738 widzów                       |                                                                               | Luis Díaz 35' Luis Díaz 42' Mohamed Salah 56'                     |                                                            | Onana, Mazraoui, de Ligt (69' Maguire), Martínez, Dalot, Casemiro (46' Collyer), Mainoo, Rashford, Fernandes, Garnacho (69' Diallo), Zirkzee (86' Eriksen)               |
| 14 września 2024, 13:30 St Mary’s Stadium 31 144 widzów                 | Southampton                                                                   | 0 – 3                                                             | Manchester United                                          | Onana, Mazraoui (74' Maguire), de Ligt (87' Casemiro), Martínez (77' Evans), Dalot, Mainoo, Eriksen (74' Ugarte), Diallo, Fernandes, Rashford (73' Garnacho), Zirkzee    |
| 14 września 2024, 13:30 St Mary’s Stadium 31 144 widzów                 |                                                                               | Matthijs de Ligt 35' Marcus Rashford 41' Alejandro Garnacho 90+6' |                                                            | Onana, Mazraoui (74' Maguire), de Ligt (87' Casemiro), Martínez (77' Evans), Dalot, Mainoo, Eriksen (74' Ugarte), Diallo, Fernandes, Rashford (73' Garnacho), Zirkzee    |
| 21 września 2024, 18:30 Selhurst Park 25 172 widzów                     | Crystal Palace                                                                | 0 – 0                                                             | Manchester United                                          | Onana, Mazraoui, Martínez, de Ligt, Dalot, Mainoo, Eriksen (76' Ugarte), Diallo (76' Højlund), Fernandes, Garnacho, Zirkzee (61' Rashford)                               |
| 21 września 2024, 18:30 Selhurst Park 25 172 widzów                     |                                                                               |                                                                   |                                                            | Onana, Mazraoui, Martínez, de Ligt, Dalot, Mainoo, Eriksen (76' Ugarte), Diallo (76' Højlund), Fernandes, Garnacho, Zirkzee (61' Rashford)                               |
| 29 września 2024, 17:30 Old Trafford 73 587 widzów                      | Manchester United                                                             | 0 – 3                                                             | Tottenham Hotspur                                          | Onana, Mazraoui, de Ligt, Martínez, Dalot, Ugarte (73' Eriksen), Mainoo (44' Mount {84' Diallo}), Rashford (73' Højlund), Fernandes, Garnacho, Zirkzee (46' Casemiro)    |
| 29 września 2024, 17:30 Old Trafford 73 587 widzów                      |                                                                               | Brennan Johnson 3' Dejan Kulusevski 47' Dominic Solanke 77'       |                                                            | Onana, Mazraoui, de Ligt, Martínez, Dalot, Ugarte (73' Eriksen), Mainoo (44' Mount {84' Diallo}), Rashford (73' Højlund), Fernandes, Garnacho, Zirkzee (46' Casemiro)    |
| 6 października 2024, 15:00 Villa Park 42 682 widzów                     | Aston Villa                                                                   | 0 – 0                                                             | Manchester United                                          | Onana, Mazraoui (46' Lindelöf), Maguire (46' de Ligt), Evans, Dalot, Mainoo (84' Casemiro), Eriksen, Garnacho, Fernandes, Rashford (64' Antony), Højlund (64' Zirkzee)   |
| 6 października 2024, 15:00 Villa Park 42 682 widzów                     |                                                                               |                                                                   |                                                            | Onana, Mazraoui (46' Lindelöf), Maguire (46' de Ligt), Evans, Dalot, Mainoo (84' Casemiro), Eriksen, Garnacho, Fernandes, Rashford (64' Antony), Højlund (64' Zirkzee)   |
| 19 października 2024, 16:00 Old Trafford 73 738 widzów                  | Manchester United                                                             | 2 – 1                                                             | Brentford                                                  | Onana, Dalot, de Ligt, Martínez, Evans (89' Lindelöf), Casemiro (88' Ugarte), Eriksen, Garnacho (90' Mazraoui), Fernandes, Rashford, Højlund (74' Zirkzee)               |
| 19 października 2024, 16:00 Old Trafford 73 738 widzów                  | 47' Alejandro Garnacho 62' Rasmus Højlund                                     |                                                                   | Ethan Pinnock 45+5'                                        | Onana, Dalot, de Ligt, Martínez, Evans (89' Lindelöf), Casemiro (88' Ugarte), Eriksen, Garnacho (90' Mazraoui), Fernandes, Rashford, Højlund (74' Zirkzee)               |
| 27 października 2024, 15:00 Stadion Olimpijski w Londynie 62 474 widzów | West Ham United                                                               | 2 – 1                                                             | Manchester United                                          | Onana, Dalot, de Ligt, Martínez, Mazraoui (84' Lindelöf), Eriksen (79' Zirkzee), Casemiro, Rashford (59' Diallo), Fernandes, Garnacho, Højlund                           |
| 27 października 2024, 15:00 Stadion Olimpijski w Londynie 62 474 widzów | 74' Crysencio Summerville 90+2' Jarrod Bowen (r.k.)                           |                                                                   | Casemiro 81'                                               | Onana, Dalot, de Ligt, Martínez, Mazraoui (84' Lindelöf), Eriksen (79' Zirkzee), Casemiro, Rashford (59' Diallo), Fernandes, Garnacho, Højlund                           |
| 3 listopada 2024, 17:30 Old Trafford 73 813 widzów                      | Manchester United                                                             | 1 – 1                                                             | Chelsea                                                    | Onana, Mazraoui, de Ligt, Martínez, Dalot, Ugarte (83' Lindelöf), Casemiro, Rashford (72' Diallo), Fernandes, Garnacho, Højlund (83' Zirkzee)                            |
| 3 listopada 2024, 17:30 Old Trafford 73 813 widzów                      | 70' Bruno Fernandes (r.k.)                                                    |                                                                   | Moisés Caicedo 74'                                         | Onana, Mazraoui, de Ligt, Martínez, Dalot, Ugarte (83' Lindelöf), Casemiro, Rashford (72' Diallo), Fernandes, Garnacho, Højlund (83' Zirkzee)                            |
| 10 listopada 2024, 15:00 Old Trafford 73 829 widzów                     | Manchester United                                                             | 3 – 0                                                             | Leicester City                                             | Onana, Mazraoui, de Ligt, Martínez, Dalot (57' Evans), Casemiro (79' Eriksen), Ugarte, Diallo, Fernandes, Rashford (57' Garnacho), Højlund (75' Zirkzee)                 |
| 10 listopada 2024, 15:00 Old Trafford 73 829 widzów                     | 17' Bruno Fernandes 38' Victor Kristiansen (sam.) 82' Alejandro Garnacho      |                                                                   |                                                            | Onana, Mazraoui, de Ligt, Martínez, Dalot (57' Evans), Casemiro (79' Eriksen), Ugarte, Diallo, Fernandes, Rashford (57' Garnacho), Højlund (75' Zirkzee)                 |
| 24 listopada 2024, 17:30 Portman Road 30 017 widzów                     | Ipswich Town                                                                  | 1 – 1                                                             | Manchester United                                          | Onana, Mazraoui, Evans (56' Shaw), de Ligt, Diallo, Casemiro (56' Ugarte), Eriksen (67' Zirkzee), Dalot, Fernandes, Garnacho (86' Mount), Rashford (67' Højlund)         |
| 24 listopada 2024, 17:30 Portman Road 30 017 widzów                     | 43' Omari Hutchinson                                                          |                                                                   | Marcus Rashford 2'                                         | Onana, Mazraoui, Evans (56' Shaw), de Ligt, Diallo, Casemiro (56' Ugarte), Eriksen (67' Zirkzee), Dalot, Fernandes, Garnacho (86' Mount), Rashford (67' Højlund)         |
| 1 grudnia 2024, 14:30 Old Trafford 73 817 widzów                        | Manchester United                                                             | 4 – 0                                                             | Everton                                                    | Onana, Mazraoui (56' Shaw), de Ligt (56' Maguire), Martínez, Casemiro (65' Garnacho), Mainoo (80' Mount), Dalot, Diallo, Zirkzee, Fernandes (65' Ugarte), Rashford       |
| 1 grudnia 2024, 14:30 Old Trafford 73 817 widzów                        | 34' Marcus Rashford 41' Joshua Zirkzee 46' Marcus Rashford 64' Joshua Zirkzee |                                                                   |                                                            | Onana, Mazraoui (56' Shaw), de Ligt (56' Maguire), Martínez, Casemiro (65' Garnacho), Mainoo (80' Mount), Dalot, Diallo, Zirkzee, Fernandes (65' Ugarte), Rashford       |
| 4 grudnia 2024, 21:15 Emirates Stadium 60 256 widzów                    | Arsenal                                                                       | 2 – 0                                                             | Manchester United                                          | Onana, Mazraoui, de Ligt, Maguire (59' Yoro), Dalot, Ugarte, Fernandes, Malacia (46' Diallo), Mount (59' Rashford), Garnacho (59' Zirkzee), Højlund (79' Antony)         |
| 4 grudnia 2024, 21:15 Emirates Stadium 60 256 widzów                    | 54' Jurriën Timber 73' William Saliba                                         |                                                                   |                                                            | Onana, Mazraoui, de Ligt, Maguire (59' Yoro), Dalot, Ugarte, Fernandes, Malacia (46' Diallo), Mount (59' Rashford), Garnacho (59' Zirkzee), Højlund (79' Antony)         |
| 7 grudnia 2024, 18:30 Old Trafford 73 778 widzów                        | Manchester United                                                             | 2 – 3                                                             | Nottingham Forest                                          | Onana, Yoro (65' Mazraoui), de Ligt (65' Maguire), Martínez, Diallo, Ugarte (76' Mount), Mainoo, Dalot, Fernandes (76' Zirkzee), Garnacho (58' Rashford), Højlund        |
| 7 grudnia 2024, 18:30 Old Trafford 73 778 widzów                        | 18' Rasmus Højlund 61' Bruno Fernandes                                        |                                                                   | Nikola Milenković 2' Morgan Gibbs-White 47' Chris Wood 54' | Onana, Yoro (65' Mazraoui), de Ligt (65' Maguire), Martínez, Diallo, Ugarte (76' Mount), Mainoo, Dalot, Fernandes (76' Zirkzee), Garnacho (58' Rashford), Højlund        |
| 15 grudnia 2024, 17:30 Etihad Stadium 52 788 widzów                     | Manchester City                                                               | 1 – 2                                                             | Manchester United                                          | Onana, de Ligt (78' Yoro), Maguire, Martínez, Mazraoui (78' Antony), Fernandes, Ugarte, Dalot, Diallo (90' Lindelöf), Mount (14' Mainoo), Højlund (78' Zirkzee)          |
| 15 grudnia 2024, 17:30 Etihad Stadium 52 788 widzów                     | 36' Joško Gvardiol                                                            |                                                                   | Bruno Fernandes 88' (r.k.) Amad Diallo 90'                 | Onana, de Ligt (78' Yoro), Maguire, Martínez, Mazraoui (78' Antony), Fernandes, Ugarte, Dalot, Diallo (90' Lindelöf), Mount (14' Mainoo), Højlund (78' Zirkzee)          |
| 22 grudnia 2024, 15:00 Old Trafford 73 720 widzów                       | Manchester United                                                             | 0 – 3                                                             | Bournemouth                                                | Onana, Mazraoui, Maguire, Martínez, Dalot, Mainoo, Ugarte (54' Garnacho), Malacia (46' Yoro), Diallo, Fernandes, Zirkzee (54' Højlund)                                   |
| 22 grudnia 2024, 15:00 Old Trafford 73 720 widzów                       |                                                                               | Dean Huijsen 29' Justin Kluivert 61' (r.k.) Antoine Semenyo 63'   |                                                            | Onana, Mazraoui, Maguire, Martínez, Dalot, Mainoo, Ugarte (54' Garnacho), Malacia (46' Yoro), Diallo, Fernandes, Zirkzee (54' Højlund)                                   |
| 26 grudnia 2024, 18:30 Molineux Stadium 31 407 widzów                   | Wolverhampton Wanderers                                                       | 2 – 0                                                             | Manchester United                                          | Onana, Yoro (63' Eriksen), Maguire, Martínez, Mazraoui, Ugarte (63' Antony), Mainoo (63' Casemiro), Dalot, Diallo (79' Garnacho), Fernandes, Højlund (79' Zirkzee)       |
| 26 grudnia 2024, 18:30 Molineux Stadium 31 407 widzów                   | 58' Matheus Cunha 90+9' Hwang Hee-chan                                        |                                                                   |                                                            | Onana, Yoro (63' Eriksen), Maguire, Martínez, Mazraoui, Ugarte (63' Antony), Mainoo (63' Casemiro), Dalot, Diallo (79' Garnacho), Fernandes, Højlund (79' Zirkzee)       |
| 30 grudnia 2024, 21:00 Old Trafford 73 809 widzów                       | Manchester United                                                             | 0 – 2                                                             | Newcastle United                                           | Onana, de Ligt (83' Antony), Maguire, Martínez (64' Yoro), Mazraoui, Casemiro (64' Garnacho), Eriksen, Dalot, Diallo, Zirkzee (33' Mainoo), Højlund                      |
| 30 grudnia 2024, 21:00 Old Trafford 73 809 widzów                       |                                                                               | Alexander Isak 4' Joelinton 19'                                   |                                                            | Onana, de Ligt (83' Antony), Maguire, Martínez (64' Yoro), Mazraoui, Casemiro (64' Garnacho), Eriksen, Dalot, Diallo, Zirkzee (33' Mainoo), Højlund                      |
| 5 stycznia 2025, 17:30 Anfield 60 275 widzów                            | Liverpool                                                                     | 2 – 2                                                             | Manchester United                                          | Onana, de Ligt (83' Yoro), Maguire, Martínez, Mainoo (72' Garnacho), Mazraoui, Ugarte, Dalot, Diallo, Fernandes, Højlund (87' Zirkzee)                                   |
| 5 stycznia 2025, 17:30 Anfield 60 275 widzów                            | 59' Cody Gakpo 70' Mohamed Salah (r.k.)                                       |                                                                   | Lisandro Martínez 52' Amad Diallo 80'                      | Onana, de Ligt (83' Yoro), Maguire, Martínez, Mainoo (72' Garnacho), Mazraoui, Ugarte, Dalot, Diallo, Fernandes, Højlund (87' Zirkzee)                                   |
| 16 stycznia 2025, 21:00 Old Trafford 73 722 widzów                      | Manchester United                                                             | 3 – 1                                                             | Southampton                                                | Onana, Yoro (83' Maguire), de Ligt, Martínez, Diallo, Ugarte (53' Collyer), Mainoo (46' Antony), Mazraoui (83' Eriksen), Fernandes, Garnacho, Højlund (53' Zirkzee)      |
| 16 stycznia 2025, 21:00 Old Trafford 73 722 widzów                      | 82' Amad Diallo 90' Amad Diallo 90+4' Amad Diallo                             |                                                                   | Manuel Ugarte 43' (sam.)                                   | Onana, Yoro (83' Maguire), de Ligt, Martínez, Diallo, Ugarte (53' Collyer), Mainoo (46' Antony), Mazraoui (83' Eriksen), Fernandes, Garnacho, Højlund (53' Zirkzee)      |
| 19 stycznia 2025, 15:00 Old Trafford 73 758 widzów                      | Manchester United                                                             | 1 – 3                                                             | Brighton & Hove Albion                                     | Onana, Yoro, Maguire, de Ligt, Mazraoui (84' Antony), Ugarte (64' Collyer), Mainoo (64' Garnacho), Dalot, Diallo, Fernandes, Zirkzee (84' Højlund)                       |
| 19 stycznia 2025, 15:00 Old Trafford 73 758 widzów                      | 23' Bruno Fernandes (r.k.)                                                    |                                                                   | Yankuba Minteh 5' Kaoru Mitoma 60' Georginio Rutter 76'    | Onana, Yoro, Maguire, de Ligt, Mazraoui (84' Antony), Ugarte (64' Collyer), Mainoo (64' Garnacho), Dalot, Diallo, Fernandes, Zirkzee (84' Højlund)                       |
| 26 stycznia 2025, 20:00 Craven Cottage 27 288 widzów                    | Fulham                                                                        | 0 – 1                                                             | Manchester United                                          | Onana, de Ligt (58' Yoro), Maguire, Martínez, Mazraoui (80' Malacia), Ugarte (76' Collyer), Fernandes, Dalot, Diallo, Garnacho (80' Mainoo), Højlund (58' Zirkzee)       |
| 26 stycznia 2025, 20:00 Craven Cottage 27 288 widzów                    |                                                                               | Lisandro Martínez 78'                                             |                                                            | Onana, de Ligt (58' Yoro), Maguire, Martínez, Mazraoui (80' Malacia), Ugarte (76' Collyer), Fernandes, Dalot, Diallo, Garnacho (80' Mainoo), Højlund (58' Zirkzee)       |
| 2 lutego 2025, 15:00 Old Trafford 73 751 widzów                         | Manchester United                                                             | 0 – 2                                                             | Crystal Palace                                             | Onana, Yoro, Maguire, Martínez (82' de Ligt), Mazraoui (70' Zirkzee), Ugarte (87' Eriksen), Fernandes, Dalot, Diallo, Garnacho, Mainoo (70' Højlund)                     |
| 2 lutego 2025, 15:00 Old Trafford 73 751 widzów                         |                                                                               | Jean-Philippe Mateta 64' Jean-Philippe Mateta 89'                 |                                                            | Onana, Yoro, Maguire, Martínez (82' de Ligt), Mazraoui (70' Zirkzee), Ugarte (87' Eriksen), Fernandes, Dalot, Diallo, Garnacho, Mainoo (70' Højlund)                     |
| 16 lutego 2025, 17:30 Tottenham Hotspur Stadium 61 383 widzów           | Tottenham Hotspur                                                             | 1 – 0                                                             | Manchester United                                          | Onana, Mazraoui, de Ligt, Maguire, Dorgu, Fernandes, Casemiro (90' Obi-Martin), Dalot, Garnacho, Zirkzee, Højlund                                                        |
| 16 lutego 2025, 17:30 Tottenham Hotspur Stadium 61 383 widzów           | 13' James Maddison                                                            |                                                                   |                                                            | Onana, Mazraoui, de Ligt, Maguire, Dorgu, Fernandes, Casemiro (90' Obi-Martin), Dalot, Garnacho, Zirkzee, Højlund                                                        |
| 22 lutego 2025, 13:30 Goodison Park 39 290 widzów                       | Everton                                                                       | 2 – 2                                                             | Manchester United                                          | Onana, Mazraoui (70' Yoro), de Ligt, Maguire, Dalot, Casemiro (62' Garnacho), Ugarte, Dorgu, Zirkzee, Fernandes, Højlund (70' Obi-Martin)                                |
| 22 lutego 2025, 13:30 Goodison Park 39 290 widzów                       | 19' Beto 33' Abdoulaye Doucouré                                               |                                                                   | Bruno Fernandes 72' Manuel Ugarte 80'                      | Onana, Mazraoui (70' Yoro), de Ligt, Maguire, Dalot, Casemiro (62' Garnacho), Ugarte, Dorgu, Zirkzee, Fernandes, Højlund (70' Obi-Martin)                                |
| 26 lutego 2025, 20:30 Old Trafford 73 827 widzów                        | Manchester United                                                             | 3 – 2                                                             | Ipswich Town                                               | Onana, Yoro (90' Lindelöf), Maguire, de Ligt, Dalot, Ugarte, Fernandes, Dorgu, Garnacho (45' Mazraoui), Zirkzee (90' Eriksen), Højlund (67' Casemiro)                    |
| 26 lutego 2025, 20:30 Old Trafford 73 827 widzów                        | 22' Sam Morsy (sam.) 26' Matthijs de Ligt 47' Harry Maguire                   |                                                                   | Jaden Philogene 4' Jaden Philogene 45+2'                   | Onana, Yoro (90' Lindelöf), Maguire, de Ligt, Dalot, Ugarte, Fernandes, Dorgu, Garnacho (45' Mazraoui), Zirkzee (90' Eriksen), Højlund (67' Casemiro)                    |
| 9 marca 2025, 17:30 Old Trafford 73 812 widzów                          | Manchester United                                                             | 1 – 1                                                             | Arsenal                                                    | Onana, Yoro (46' Heaven), de Ligt, Lindelöf, Mazraoui, Casemiro, Fernandes, Dalot, Garnacho, Eriksen (75' Collyer), Zirkzee (75' Højlund)                                |
| 9 marca 2025, 17:30 Old Trafford 73 812 widzów                          | 45+2' Bruno Fernandes                                                         |                                                                   | Declan Rice 74'                                            | Onana, Yoro (46' Heaven), de Ligt, Lindelöf, Mazraoui, Casemiro, Fernandes, Dalot, Garnacho, Eriksen (75' Collyer), Zirkzee (75' Højlund)                                |
| 16 marca 2025, 20:00 King Power Stadium 31 773 widzów                   | Leicester City                                                                | 0 – 3                                                             | Manchester United                                          | Onana, Lindelöf, de Ligt, Heaven (51' Collyer), Mazraoui, Ugarte (69' Casemiro), Fernandes, Dalot, Garnacho (69' Amass), Eriksen (69' Zirkzee), Højlund (85' Obi-Martin) |
| 16 marca 2025, 20:00 King Power Stadium 31 773 widzów                   |                                                                               | Rasmus Højlund 28' Alejandro Garnacho 67' Bruno Fernandes 90'     |                                                            | Onana, Lindelöf, de Ligt, Heaven (51' Collyer), Mazraoui, Ugarte (69' Casemiro), Fernandes, Dalot, Garnacho (69' Amass), Eriksen (69' Zirkzee), Højlund (85' Obi-Martin) |
| 1 kwietnia 2025, 21:00 City Ground 30 249 widzów                        | Nottingham Forest                                                             | 1 – 0                                                             | Manchester United                                          | Onana, Mazraoui, de Ligt, Yoro (88' Maguire), Dalot, Ugarte (46' Højlund), Casemiro (59' Eriksen), Dorgu, Garnacho, Fernandes, Zirkzee (78' Mount)                       |
| 1 kwietnia 2025, 21:00 City Ground 30 249 widzów                        | 5' Anthony Elanga                                                             |                                                                   |                                                            | Onana, Mazraoui, de Ligt, Yoro (88' Maguire), Dalot, Ugarte (46' Højlund), Casemiro (59' Eriksen), Dorgu, Garnacho, Fernandes, Zirkzee (78' Mount)                       |
| 6 kwietnia 2025, 17:30 Old Trafford 73 738 widzów                       | Manchester United                                                             | 0 – 0                                                             | Manchester City                                            | Onana, Mazraoui, Maguire (58' Lindelöf), Yoro, Dalot, Ugarte (71' Mount), Casemiro, Dorgu, Garnacho, Fernandes, Højlund (71' Zirkzee)                                    |
| 6 kwietnia 2025, 17:30 Old Trafford 73 738 widzów                       |                                                                               |                                                                   |                                                            | Onana, Mazraoui, Maguire (58' Lindelöf), Yoro, Dalot, Ugarte (71' Mount), Casemiro, Dorgu, Garnacho, Fernandes, Højlund (71' Zirkzee)                                    |
| 13 kwietnia 2025, 17:30 St James’ Park 52 252 widzów                    | Newcastle United                                                              | 4 – 1                                                             | Manchester United                                          | Bayındır, Mazraoui (79' Shaw), Lindelöf, Yoro, Dalot, Eriksen, Ugarte, Amass (55' Dorgu), Garnacho (55' Mount), Fernandes (81' Mainoo), Zirkzee (55' Højlund)            |
| 13 kwietnia 2025, 17:30 St James’ Park 52 252 widzów                    | 24' Sandro Tonali 49' Harvey Barnes 64' Harvey Barnes 77' Bruno Guimarães     |                                                                   | Alejandro Garnacho 37'                                     | Bayındır, Mazraoui (79' Shaw), Lindelöf, Yoro, Dalot, Eriksen, Ugarte, Amass (55' Dorgu), Garnacho (55' Mount), Fernandes (81' Mainoo), Zirkzee (55' Højlund)            |
| 20 kwietnia 2025, 15:00 Old Trafford 73 819 widzów                      | Manchester United                                                             | 0 – 1                                                             | Wolverhampton Wanderers                                    | Onana, Mazraoui, Lindelöf (79' Yoro), Fredricson, Dorgu (58' Dalot), Ugarte (58' Fernandes), Eriksen, Amass, Garnacho, Mainoo (58' Mount), Højlund (70' Obi-Martin)      |
| 20 kwietnia 2025, 15:00 Old Trafford 73 819 widzów                      |                                                                               | Pablo Sarabia 77'                                                 |                                                            | Onana, Mazraoui, Lindelöf (79' Yoro), Fredricson, Dorgu (58' Dalot), Ugarte (58' Fernandes), Eriksen, Amass, Garnacho, Mainoo (58' Mount), Højlund (70' Obi-Martin)      |
| 27 kwietnia 2025, 15:00 Vitality Stadium 11 241 widzów                  | Bournemouth                                                                   | 1 – 1                                                             | Manchester United                                          | Onana, Shaw, Maguire (65' Lindelöf), Yoro, Dorgu, Fernandes, Casemiro (65' Ugarte), Mazraoui (75' Obi-Martin), Mainoo (65' Mount), Garnacho, Højlund                     |
| 27 kwietnia 2025, 15:00 Vitality Stadium 11 241 widzów                  | 23' Antoine Semenyo                                                           |                                                                   | Rasmus Højlund 90+6'                                       | Onana, Shaw, Maguire (65' Lindelöf), Yoro, Dorgu, Fernandes, Casemiro (65' Ugarte), Mazraoui (75' Obi-Martin), Mainoo (65' Mount), Garnacho, Højlund                     |
| 4 maja 2025, 15:00 Brentford Community Stadium 18 915 widzów            | Brentford                                                                     | 4 – 3                                                             | Manchester United                                          | Bayındır, Fredricson (77' Lindelöf), de Ligt (36' Maguire), Shaw (46' Yoro), Dorgu (46' Diallo), Mainoo, Ugarte, Amass, Garnacho, Mount (57' Eriksen), Obi-Martin        |
| 4 maja 2025, 15:00 Brentford Community Stadium 18 915 widzów            | 27' Luke Shaw (sam.) 33' Kevin Schade 70' Kevin Schade 74' Yoane Wissa        |                                                                   | Mason Mount 14' Alejandro Garnacho 82' Amad Diallo 90+5'   | Bayındır, Fredricson (77' Lindelöf), de Ligt (36' Maguire), Shaw (46' Yoro), Dorgu (46' Diallo), Mainoo, Ugarte, Amass, Garnacho, Mount (57' Eriksen), Obi-Martin        |
| 11 maja 2025, 15:15 Old Trafford 73 804 widzów                          | Manchester United                                                             | 0 – 2                                                             | West Ham United                                            | Bayındır, Mazraoui, Yoro (52' Maguire), Shaw (52' Lindelöf), Diallo (83' Eriksen), Ugarte (59' Dorgu), Fernandes, Amass, Mount (59' Garnacho), Mainoo, Højlund           |
| 11 maja 2025, 15:15 Old Trafford 73 804 widzów                          |                                                                               | Tomáš Souček 26' Jarrod Bowen 57'                                 |                                                            | Bayındır, Mazraoui, Yoro (52' Maguire), Shaw (52' Lindelöf), Diallo (83' Eriksen), Ugarte (59' Dorgu), Fernandes, Amass, Mount (59' Garnacho), Mainoo, Højlund           |
| 16 maja 2025, 21:15 Stamford Bridge 39 849 widzów                       | Chelsea                                                                       | 1 – 0                                                             | Manchester United                                          | Onana, Lindelöf, Maguire, Shaw (81' Heaven), Mazraoui, Casemiro (69' Ugarte), Fernandes (81' Mainoo), Dorgu, Diallo, Mount (69' Garnacho), Højlund                       |
| 16 maja 2025, 21:15 Stamford Bridge 39 849 widzów                       | 71' Marc Cucurella                                                            |                                                                   |                                                            | Onana, Lindelöf, Maguire, Shaw (81' Heaven), Mazraoui, Casemiro (69' Ugarte), Fernandes (81' Mainoo), Dorgu, Diallo, Mount (69' Garnacho), Højlund                       |
| 25 maja 2025, 17:00 Old Trafford 73 839 widzów                          | Manchester United                                                             | 2 – 0                                                             | Aston Villa                                                | Bayındır, Heaven (66' Evans), Maguire, Lindelöf, Mazraoui (20' Dalot {46' Mainoo}), Casemiro, Fernandes, Dorgu, Diallo, Mount (66' Eriksen), Højlund (81' Obi-Martin)    |
| 25 maja 2025, 17:00 Old Trafford 73 839 widzów                          | 76' Amad Diallo 87' Christian Eriksen (r.k.)                                  |                                                                   |                                                            | Bayındır, Heaven (66' Evans), Maguire, Lindelöf, Mazraoui (20' Dalot {46' Mainoo}), Casemiro, Fernandes, Dorgu, Diallo, Mount (66' Eriksen), Højlund (81' Obi-Martin)    |

| Kolejka  | 1 | 2  | 3  | 4  | 5  | 6  | 7  | 8  | 9  | 10 | 11 | 12 | 13 | 14 | 15 | 16 | 17 | 18 | 19 | 20 | 21 | 22 | 23 | 24 | 25 | 26 | 27 | 28 | 29 | 30 | 31 | 32 | 33 | 34 | 35 | 36 | 37 | 38 |
| Rezultat | W | P  | P  | W  | R  | P  | R  | W  | P  | R  | W  | R  | W  | P  | P  | W  | P  | P  | P  | R  | W  | P  | W  | P  | P  | R  | W  | R  | W  | P  | R  | P  | P  | R  | P  | P  | P  | W  |
| Miejsce  | 7 | 10 | 14 | 10 | 11 | 13 | 14 | 12 | 14 | 13 | 13 | 12 | 9  | 13 | 13 | 13 | 13 | 14 | 14 | 13 | 12 | 13 | 12 | 13 | 15 | 15 | 14 | 14 | 13 | 13 | 13 | 14 | 14 | 14 | 15 | 16 | 16 | 15 |

| Lp. | Drużyna           | M  | Z  | R  | P  | B+ | B– | +/– | Pkt | Kwalifikacja lub spadek           |
| --- | ----------------- | -- | -- | -- | -- | -- | -- | --- | --- | --------------------------------- |
| 15  | West Ham United   | 37 | 10 | 10 | 17 | 43 | 61 | −18 | 40  |                                   |
| 16  | Manchester United | 37 | 10 | 9  | 18 | 42 | 54 | −12 | 39  |                                   |
| 17  | Tottenham Hotspur | 37 | 11 | 5  | 21 | 63 | 61 | +2  | 38  | Liga Mistrzów UEFA • Faza grupowa |

1. ↑  Premier League zyskała dodatkowe miejsce w Lidze Mistrzów dzięki zajęciu przez Anglię miejsca jako jedna z dwóch federacji o najwyższym współczynniku punktów w sezonie 2024/25.
2. ↑  Zwycięzca Ligi Europy.

### Puchar Anglii
| Szczegóły meczu                                                  | Wynik                                  | Wynik                 | Wynik                    | Skład |
| ---------------------------------------------------------------- | -------------------------------------- | --------------------- | ------------------------ | --- |
| 12 stycznia 2025, 16:00 Emirates Stadium 60 109 widzów, 3. runda | Arsenal                                | 1 – 1 (3 – 5 po r.k.) | Manchester United        | Bayındır, de Ligt, Maguire (104' Yoro), Martínez, Mazraoui, Ugarte (91' Malacia), Mainoo (81' Collyer), Dalot, Fernandes, Garnacho (81' Diallo), Højlund (81' Zirkzee)  |
| 12 stycznia 2025, 16:00 Emirates Stadium 60 109 widzów, 3. runda | 63' Gabriel                            |                       | Bruno Fernandes 52'      | Bayındır, de Ligt, Maguire (104' Yoro), Martínez, Mazraoui, Ugarte (91' Malacia), Mainoo (81' Collyer), Dalot, Fernandes, Garnacho (81' Diallo), Højlund (81' Zirkzee)  |
| 7 lutego 2025, 21:00 Old Trafford 73 693 widzów, 4. runda        | Manchester United                      | 2 – 1                 | Leicester City           | Onana, Mazraoui, Maguire, Yoro, Dalot, Ugarte (90' Casemiro), Fernandes, Dorgu (46' Garnacho), Diallo, Mainoo (64' Zirkzee), Højlund                                    |
| 7 lutego 2025, 21:00 Old Trafford 73 693 widzów, 4. runda        | 68' Joshua Zirkzee 90+3' Harry Maguire |                       | Bobby Decordova-Reid 42' | Onana, Mazraoui, Maguire, Yoro, Dalot, Ugarte (90' Casemiro), Fernandes, Dorgu (46' Garnacho), Diallo, Mainoo (64' Zirkzee), Højlund                                    |
| 2 marca 2025, 17:30 Old Trafford 67 614 widzów, 5. runda         | Manchester United                      | 1 – 1 (3 – 4 po r.k.) | Fulham                   | Onana, de Ligt, Maguire (91' Heaven), Yoro (53' Lindelöf), Mazraoui, Ugarte (53' Garnacho), Fernandes, Dalot, Zirkzee, Eriksen (68' Casemiro), Højlund (68' Obi-Martin) |
| 2 marca 2025, 17:30 Old Trafford 67 614 widzów, 5. runda         | 71' Bruno Fernandes                    |                       | Calvin Bassey 45+1'      | Onana, de Ligt, Maguire (91' Heaven), Yoro (53' Lindelöf), Mazraoui, Ugarte (53' Garnacho), Fernandes, Dalot, Zirkzee, Eriksen (68' Casemiro), Højlund (68' Obi-Martin) |

### Puchar Ligi
| Szczegóły meczu                                                            | Wynik | Wynik | Wynik                                                | Skład |
| -------------------------------------------------------------------------- | --- | ----- | ---------------------------------------------------- | --- |
| 17 września 2024, 21:00 Old Trafford 72 063 widzów, 3. runda               | Manchester United | 7 – 0 | Barnsley                                             | Bayındır, Dalot (62' Mazraoui), Maguire, Evans (78' de Ligt), Collyer, Casemiro, Ugarte (62' Fernandes), Antony, Eriksen, Garnacho (84' Diallo), Rashford (62' Zirkzee)     |
| 17 września 2024, 21:00 Old Trafford 72 063 widzów, 3. runda               | 16' Marcus Rashford 35' Antony (r.k.) 45+2' Alejandro Garnacho 49' Alejandro Garnacho 58' Marcus Rashford 82' Christian Eriksen 85' Christian Eriksen |       |                                                      | Bayındır, Dalot (62' Mazraoui), Maguire, Evans (78' de Ligt), Collyer, Casemiro, Ugarte (62' Fernandes), Antony, Eriksen, Garnacho (84' Diallo), Rashford (62' Zirkzee)     |
| 30 października 2024, 20:45 Old Trafford 73 470 widzów, 4. runda           | Manchester United | 5 – 2 | Leicester City                                       | Bayındır, Dalot, de Ligt (72' Evans), Lindelöf, Martínez (62' Mazraoui), Casemiro, Ugarte, Rashford (62' Diallo), Fernandes, Garnacho (72' Højlund), Zirkzee (85' Wheatley) |
| 30 października 2024, 20:45 Old Trafford 73 470 widzów, 4. runda           | 15' Casemiro 28' Alejandro Garnacho 36' Bruno Fernandes 39' Casemiro 59' Bruno Fernandes                                                              |       | Bilal El Khannouss 33' Conor Coady 45+3'             | Bayındır, Dalot, de Ligt (72' Evans), Lindelöf, Martínez (62' Mazraoui), Casemiro, Ugarte, Rashford (62' Diallo), Fernandes, Garnacho (72' Højlund), Zirkzee (85' Wheatley) |
| 19 grudnia 2024, 21:00 Tottenham Hotspur Stadium 57 409 widzów, 1/4 finału | Tottenham Hotspur | 4 – 3 | Manchester United                                    | Bayiındır, Yoro, Lindelöf (45' Evans), Martínez, Mazraoui, Ugarte (71' Garnacho), Eriksen (55' Mainoo), Dalot, Antony (55' Diallo), Fernandes, Højlund (55' Zirkzee)        |
| 19 grudnia 2024, 21:00 Tottenham Hotspur Stadium 57 409 widzów, 1/4 finału | 15' Dominic Solanke 46' Dejan Kulusevski 54' Dominic Solanke 88' Son Heung-min                                                                        |       | Joshua Zirkzee 64' Amad Diallo 70' Jonny Evans 90+4' | Bayiındır, Yoro, Lindelöf (45' Evans), Martínez, Mazraoui, Ugarte (71' Garnacho), Eriksen (55' Mainoo), Dalot, Antony (55' Diallo), Fernandes, Højlund (55' Zirkzee)        |

### Liga Europy
| Szczegóły meczu                                                      | Wynik                                                       | Wynik                             | Wynik                                                     | Skład |
| -------------------------------------------------------------------- | ----------------------------------------------------------- | --------------------------------- | --------------------------------------------------------- | --- |
| 25 września 2024, 21:00 Old Trafford 73 069 widzów                   | Manchester United                                           | 1 – 1                             | Twente                                                    | Onana, Mazraoui, Maguire, Martínez, Dalot, Ugarte, Eriksen (79' Mainoo), Diallo (67' Garnacho), Fernandes, Rashford (79' Mount), Zirkzee (79' Højlund)                   |
| 25 września 2024, 21:00 Old Trafford 73 069 widzów                   | 35' Christian Eriksen                                       |                                   | Sam Lammers 68'                                           | Onana, Mazraoui, Maguire, Martínez, Dalot, Ugarte, Eriksen (79' Mainoo), Diallo (67' Garnacho), Fernandes, Rashford (79' Mount), Zirkzee (79' Højlund)                   |
| 3 października 2024, 21:00 Estádio do Dragão 49 211 widzów           | FC Porto                                                    | 3 – 3                             | Manchester United                                         | Onana, Mazraoui, de Ligt (78' Evans), Martínez (78' Maguire), Dalot, Casemiro, Eriksen, Rashford (46' Garnacho), Fernandes, Diallo (68' Antony), Højlund (68' Zirkzee)   |
| 3 października 2024, 21:00 Estádio do Dragão 49 211 widzów           | 27' Pepê 34' Samu Omorodion 50' Samu Omorodion              |                                   | Marcus Rashford 7' Rasmus Højlund 20' Harry Maguire 90+1' | Onana, Mazraoui, de Ligt (78' Evans), Martínez (78' Maguire), Dalot, Casemiro, Eriksen, Rashford (46' Garnacho), Fernandes, Diallo (68' Antony), Højlund (68' Zirkzee)   |
| 24 października 2024, 21:00 Fenerbahçe Şükrü Saracoğlu 41 443 widzów | Fenerbahçe SK                                               | 1 – 1                             | Manchester United                                         | Onana, Dalot, de Ligt, Lindelöf (55' Casemiro), Martínez, Eriksen, Ugarte, Rashford (73' Antony {89' Diallo}), Mazraoui, Garnacho, Zirkzee (55' Højlund)                 |
| 24 października 2024, 21:00 Fenerbahçe Şükrü Saracoğlu 41 443 widzów | 49' Youssef En-Nesyri                                       |                                   | Christian Eriksen 15'                                     | Onana, Dalot, de Ligt, Lindelöf (55' Casemiro), Martínez, Eriksen, Ugarte, Rashford (73' Antony {89' Diallo}), Mazraoui, Garnacho, Zirkzee (55' Højlund)                 |
| 7 listopada 2024, 21:00 Old Trafford 73 174 widzów                   | Manchester United                                           | 2 – 0                             | PAOK FC                                                   | Onana, Dalot (65' Martínez), Lindelöf, Evans, Mazraoui, Casemiro, Ugarte (65' Eriksen), Diallo (81' Mount), Fernandes, Garnacho (65' Rashford), Højlund (90' Zirkzee)    |
| 7 listopada 2024, 21:00 Old Trafford 73 174 widzów                   | 50' Amad Diallo 77' Amad Diallo                             |                                   |                                                           | Onana, Dalot (65' Martínez), Lindelöf, Evans, Mazraoui, Casemiro, Ugarte (65' Eriksen), Diallo (81' Mount), Fernandes, Garnacho (65' Rashford), Højlund (90' Zirkzee)    |
| 28 listopada 2024, 21:00 Old Trafford 72 985 widzów                  | Manchester United                                           | 3 – 2                             | FK Bodø/Glimt                                             | Onana, de Ligt (65' Casemiro), Martínez (59' Shaw), Mazraoui, Fernandes, Ugarte, Malacia (46' Dalot), Antony (59' Diallo), Højlund, Garnacho, Mount (59' Rashford)       |
| 28 listopada 2024, 21:00 Old Trafford 72 985 widzów                  | 1' Alejandro Garnacho 45' Rasmus Højlund 50' Rasmus Højlund |                                   | Håkon Evjen 19' Philip Zinckernagel 23'                   | Onana, de Ligt (65' Casemiro), Martínez (59' Shaw), Mazraoui, Fernandes, Ugarte, Malacia (46' Dalot), Antony (59' Diallo), Højlund, Garnacho, Mount (59' Rashford)       |
| 12 grudnia 2024, 18:45 Doosan Arena 11 320 widzów                    | Viktoria Pilzno                                             | 1 – 2                             | Manchester United                                         | Onana, Martínez, de Ligt, Mazraoui, Malacia (60' Antony), Casemiro (81' Ugarte), Fernandes, Dalot (81' Garnacho), Diallo, Rashford (56' Højlund), Zirkzee (60' Mount)    |
| 12 grudnia 2024, 18:45 Doosan Arena 11 320 widzów                    | 48' Matěj Vydra                                             |                                   | Rasmus Højlund 62' Rasmus Højlund 88'                     | Onana, Martínez, de Ligt, Mazraoui, Malacia (60' Antony), Casemiro (81' Ugarte), Fernandes, Dalot (81' Garnacho), Diallo, Rashford (56' Højlund), Zirkzee (60' Mount)    |
| 23 stycznia 2025, 21:00 Old Trafford 73 288 widzów                   | Manchester United                                           | 2 – 1                             | Rangers                                                   | Bayiındır, Yoro (55' Malacia), de Ligt (46' Maguire), Martínez, Diallo, Collyer (73' Ugarte), Eriksen (73' Mainoo), Dalot, Garnacho, Fernandes, Zirkzee (82' Højlund)    |
| 23 stycznia 2025, 21:00 Old Trafford 73 288 widzów                   | 53' Jack Butland (sam.) 90+3' Bruno Fernandes               |                                   | Cyriel Dessers 89'                                        | Bayiındır, Yoro (55' Malacia), de Ligt (46' Maguire), Martínez, Diallo, Collyer (73' Ugarte), Eriksen (73' Mainoo), Dalot, Garnacho, Fernandes, Zirkzee (82' Højlund)    |
| 30 stycznia 2025, 21:00 Arena Narodowa 50 128 widzów                 | FCSB                                                        | 0 – 2                             | Manchester United                                         | Bayiındır, Mazraoui, de Ligt, Martínez (71' Yoro), Dalot, Collyer (46' Diallo), Mainoo, Malacia (46' Garnacho), Eriksen (71' Casemiro), Fernandes, Højlund (80' Zirkzee) |
| 30 stycznia 2025, 21:00 Arena Narodowa 50 128 widzów                 |                                                             | Diogo Dalot 60' Kobbie Mainoo 69' |                                                           | Bayiındır, Mazraoui, de Ligt, Martínez (71' Yoro), Dalot, Collyer (46' Diallo), Mainoo, Malacia (46' Garnacho), Eriksen (71' Casemiro), Fernandes, Højlund (80' Zirkzee) |

| Lp. | Drużyna             | M | Z | R | P | B+ | B– | +/– | Pkt | Kwalifikacja |
| --- | ------------------- | - | - | - | - | -- | -- | --- | --- | ------------ |
| 1   | Lazio               | 8 | 6 | 1 | 1 | 17 | 5  | +12 | 19  | 1/8 finału   |
| 2   | Athletic Bilbao     | 8 | 6 | 1 | 1 | 15 | 7  | +8  | 19  | 1/8 finału   |
| 3   | Manchester United   | 8 | 5 | 3 | 0 | 16 | 9  | +7  | 18  | 1/8 finału   |
| 4   | Tottenham Hotspur   | 8 | 5 | 2 | 1 | 17 | 9  | +8  | 17  | 1/8 finału   |
| 5   | Eintracht Frankfurt | 8 | 5 | 1 | 2 | 14 | 10 | +4  | 16  | 1/8 finału   |

| Szczegóły meczu                                                                         | Wynik                                                                                                   | Wynik                                                       | Wynik                                                                                         | Skład |
| --------------------------------------------------------------------------------------- | --- | ----------------------------------------------------------- | --------------------------------------------------------------------------------------------- | --- |
| 6 marca 2025, 18:45 Estadio Anoeta 1/8 finału, pierwszy mecz 34 391 widzów              | Real Sociedad                                                                                           | 1 – 1                                                       | Manchester United                                                                             | Onana, Mazraoui, de Ligt, Yoro (88' Lindelöf), Dalot, Casemiro, Fernandes, Dorgu, Garnacho (78' Eriksen), Zirkzee (88' Collyer), Højlund                       |
| 6 marca 2025, 18:45 Estadio Anoeta 1/8 finału, pierwszy mecz 34 391 widzów              | 70' Mikel Oyarzabal (r.k.)                                                                              |                                                             | Joshua Zirkzee 57'                                                                            | Onana, Mazraoui, de Ligt, Yoro (88' Lindelöf), Dalot, Casemiro, Fernandes, Dorgu, Garnacho (78' Eriksen), Zirkzee (88' Collyer), Højlund                       |
| 13 marca 2025, 21:00 Old Trafford 1/8 finału, drugi mecz 73 189 widzów                  | Manchester United                                                                                       | 4 – 1                                                       | Real Sociedad                                                                                 | Onana, Mazraoui, de Ligt, Heaven, Dalot, Casemiro (78' Collyer), Fernandes, Dorgu, Garnacho, Zirkzee (88' Eriksen), Højlund                                    |
| 13 marca 2025, 21:00 Old Trafford 1/8 finału, drugi mecz 73 189 widzów                  | 16' Bruno Fernandes (r.k.) 50' Bruno Fernandes (r.k.) 87' Bruno Fernandes 90+1' Diogo Dalot             |                                                             | Mikel Oyarzabal 10' (r.k.)                                                                    | Onana, Mazraoui, de Ligt, Heaven, Dalot, Casemiro (78' Collyer), Fernandes, Dorgu, Garnacho, Zirkzee (88' Eriksen), Højlund                                    |
| 10 kwietnia 2025, 21:00 Parc Olympique Lyonnais 1/4 finału, pierwszy mecz 58 018 widzów | Olympique Lyon                                                                                          | 2 – 2                                                       | Manchester United                                                                             | Onana, Mazraoui, Maguire (83' Lindelöf), Yoro, Dalot, Ugarte (72' Mount), Casemiro, Dorgu, Garnacho (83' Mainoo), Fernandes, Højlund (63' Zirkzee)             |
| 10 kwietnia 2025, 21:00 Parc Olympique Lyonnais 1/4 finału, pierwszy mecz 58 018 widzów | 26' Thiago Almada 90' Rayan Cherki                                                                      |                                                             | Leny Yoro 45' Joshua Zirkzee 88'                                                              | Onana, Mazraoui, Maguire (83' Lindelöf), Yoro, Dalot, Ugarte (72' Mount), Casemiro, Dorgu, Garnacho (83' Mainoo), Fernandes, Højlund (63' Zirkzee)             |
| 17 kwietnia 2025, 21:00 Old Trafford 1/4 finału, drugi mecz 73 228 widzów               | Manchester United                                                                                       | 5 – 4 po dogrywce                                           | Olympique Lyon                                                                                | Onana, Mazraoui (46' Shaw), Maguire, Yoro, Dalot, Casemiro, Ugarte (86' Mount), Dorgu (100' Amass), Garnacho (100' Eriksen), Fernandes, Højlund (86' Mainoo)   |
| 17 kwietnia 2025, 21:00 Old Trafford 1/4 finału, drugi mecz 73 228 widzów               | 10' Manuel Ugarte 45+2' Diogo Dalot 114' Bruno Fernandes (r.k.) 120' Kobbie Mainoo 120+1' Harry Maguire |                                                             | Corentin Tolisso 71' Nicolás Tagliafico 78' Rayan Cherki 105' Alexandre Lacazette 110' (r.k.) | Onana, Mazraoui (46' Shaw), Maguire, Yoro, Dalot, Casemiro, Ugarte (86' Mount), Dorgu (100' Amass), Garnacho (100' Eriksen), Fernandes, Højlund (86' Mainoo)   |
| 1 maja 2025, 21:00 San Mamés 1/2 finału, pierwszy mecz 51 980 widzów                    | Athletic Bilbao                                                                                         | 0 – 3                                                       | Manchester United                                                                             | Onana, Lindelöf, Maguire (65' de Ligt), Yoro, Mazraoui (74' Shaw), Ugarte (65' Mount), Casemiro, Dorgu (84' Diallo), Garnacho (84' Mainoo), Fernandes, Højlund |
| 1 maja 2025, 21:00 San Mamés 1/2 finału, pierwszy mecz 51 980 widzów                    | | Casemiro 29' Bruno Fernandes 37' (r.k.) Bruno Fernandes 45' |                                                                                               | Onana, Lindelöf, Maguire (65' de Ligt), Yoro, Mazraoui (74' Shaw), Ugarte (65' Mount), Casemiro, Dorgu (84' Diallo), Garnacho (84' Mainoo), Fernandes, Højlund |
| 8 maja 2025, 21:00 Old Trafford 1/2 finału, drugi mecz 73 298 widzów                    | Manchester United                                                                                       | 4 – 1                                                       | Athletic Bilbao                                                                               | Onana, Lindelöf (81' Amass), Maguire, Yoro, Mazraoui (62' Shaw), Casemiro (81' Mainoo), Ugarte (62' Mount), Dorgu, Garnacho (62' Diallo), Fernandes, Højlund   |
| 8 maja 2025, 21:00 Old Trafford 1/2 finału, drugi mecz 73 298 widzów                    | 72' Mason Mount 80' Casemiro 85' Rasmus Højlund 90+1' Mason Mount                                       |                                                             | Mikel Jauregizar 31'                                                                          | Onana, Lindelöf (81' Amass), Maguire, Yoro, Mazraoui (62' Shaw), Casemiro (81' Mainoo), Ugarte (62' Mount), Dorgu, Garnacho (62' Diallo), Fernandes, Højlund   |
| 21 maja 2025, 21:00 San Mamés finał 49 924 widzów                                       | Tottenham Hotspur                                                                                       | 1 – 0                                                       | Manchester United                                                                             | Onana, Yoro, Maguire, Shaw, Mazraoui (85' Dalot), Casemiro, Fernandes, Dorgu (90' Mainoo), Diallo, Mount (71' Garnacho), Højlund (71' Zirkzee)                 |
| 21 maja 2025, 21:00 San Mamés finał 49 924 widzów                                       | 42' Brennan Johnson                                                                                     |                                                             |                                                                                               | Onana, Yoro, Maguire, Shaw, Mazraoui (85' Dalot), Casemiro, Fernandes, Dorgu (90' Mainoo), Diallo, Mount (71' Garnacho), Højlund (71' Zirkzee)                 |

## Transfery
Przyszli
| Data       | Piłkarz           | Pozycja   | Klub                |
| ---------- | ----------------- | --------- | ------------------- |
| 02/07/2024 | Tom Heaton        | Bramkarz  | Wolny agent         |
| 12/07/2024 | Jonny Evans       | Obrońca   | Wolny agent         |
| 14/07/2024 | Joshua Zirkzee    | Napastnik | Bologna FC          |
| 18/07/2024 | Leny Yoro         | Obrońca   | Lille OSC           |
| 13/08/2024 | Matthijs de Ligt  | Obrońca   | Bayern Monachium    |
| 13/08/2024 | Noussair Mazraoui | Obrońca   | Bayern Monachium    |
| 30/08/2024 | Manuel Ugarte     | Pomocnik  | Paris Saint-Germain |
| 01/02/2025 | Ayden Heaven      | Obrońca   | Arsenal             |
| 02/02/2025 | Patrick Dorgu     | Obrońca   | US Lecce            |

Odeszli
| Data       | Piłkarz           | Pozycja   | Klub               |
| ---------- | ----------------- | --------- | ------------------ |
| 01/07/2024 | Raphaël Varane    | Obrońca   | Wolny agent        |
| 01/07/2024 | Álvaro Fernandez  | Obrońca   | SL Benfica         |
| 01/07/2024 | Anthony Martial   | Napastnik | Wolny agent        |
| 01/07/2024 | Brandon Williams  | Obrońca   | Wolny agent        |
| 01/07/2024 | Omari Forson      | Pomocnik  | Wolny agent        |
| 01/07/2024 | Tom Heaton        | Bramkarz  | Wolny agent        |
| 01/07/2024 | Jonny Evans       | Obrońca   | Wolny agent        |
| 01/07/2024 | Shola Shoretire   | Napastnik | Wolny agent        |
| 11/07/2024 | Donny van de Beek | Pomocnik  | Girona FC          |
| 15/07/2024 | Willy Kambwala    | Obrońca   | Villarreal CF      |
| 18/07/2024 | Mason Greenwood   | Napastnik | Olympique Marsylia |
| 13/08/2024 | Aaron Wan-Bissaka | Obrońca   | West Ham United    |
| 21/08/2024 | Facundo Pellistri | Pomocnik  | Panathinaikos AO   |
| 28/08/2024 | Hannibal Mejbri   | Pomocnik  | Burnley            |
| 30/08/2024 | Scott McTominay   | Pomocnik  | SSC Napoli         |